# Roberto Siucho
Roberto Carlos Siucho Neira (Lima, 7 de febrero de 1997), anteriormente llamado Xiao Taotao, es un futbolista peruano. Juega como extremo izquierdo y su equipo actual es el Alianza Atlético de la Liga 1 del Perú. Tiene 28 años. 

## Trayectoria
Nació en Lima, Perú el 7 de febrero de 1997. Fue formado en las divisiones menores del Club Universitario de Deportes. En el año 2010 tuvo la oportunidad de jugar en el América Cochahuayco - filial de Universitario - en la categoría 96, y en 2011 regresó a la categoría 97 de Universitario de Deportes. Los profesores John Campana y Carlos Diestra fueron sus primeros entrenadores, también el profesor Miguel Seminario quien dirigió la categoría 97. Tuvo una gran participación en los torneos juveniles, en 2011 marcó 19 tantos en 32 juegos.
En el año 2013 fue promovido al primer equipo de la «U» y bajo las órdenes del técnico Ángel Comizzo hizo su debut oficial en primera división el 14 de julio de 2013 ante el Real Garcilaso del Cuzco. Ese mismo año, su club obtuvo el Torneo Descentralizado al derrotar al Real Garcilaso. Al año siguiente alternó entre la reserva y el plantel profesional. Fue inscrito para jugar la Copa Libertadores 2014, jugando de titular ante The Strongest. Al siguiente año, en el Torneo del Inca no tuvo mucha continuidad y en el Torneo Apertura convirtió su primer gol en la primera división ante el Sport Loreto en Pucallpa. En la temporada 2016 disputó 22 encuentros, la mayoría de ellos ingresando desde el banco de suplentes.
En las siguientes dos temporadas fue dirigido por Pedro Troglio y Nicolás Córdova, donde aumentó sus cuotas de goles, en el año 2018 fue uno de los principales para ayudar al equipo crema a salir de su mala racha. Su último partido con Universitario lo disputó el 25 de noviembre en el Estadio Nacional frente al ya descendido Comerciantes Unidos. El 29 de enero de 2019, Xiao fue vendido al Guangzhou Evergrande de la Superliga de China por 1 millón de dólares. Al no poder completar su cambio de nacionalidad, fue cedido a préstamo al Shanghai Shenxin de la Primera Liga China. El 14 de febrero de 2020, cuando el jugador todavía se llamaba Roberto Siucho, renunció a la nacionalidad peruana, quedándose solo con la nacionalidad china que acababa de obtener. Por esta razón, el futbolista cambió de nombre definitivamente, de ser Roberto Siucho pasó a ser Xiao Taotao.
En 2023, tras no haber tenido éxito en los cuadros chinos donde militó, decidió recuperar su nacionalidad peruana para buscar incorporarse a Universitario de Deportes nuevamente por 2 temporadas, lográndolo el 3 de marzo del mismo año, dejando de ser Xiao Taotao y siendo otra vez Roberto Siucho.En toda la temporada no logró jugar con el plantel crema, saliendo en 1 ocasión en el banco de suplente. A pesar de no jugar, fue parte del plantel campeón de la Liga 1 2023.
Para la temporada 2024 fue enviado a préstamo a Alianza Atlético por todo el año.

## Selección nacional
Ha sido internacional con la selección de fútbol sub-17 del Perú, con la cual disputó el Campeonato Sudamericano de Fútbol Sub-17 de 2013 realizado en Argentina. Con el seleccionado sub-20 participó en el Campeonato Sudamericano Sub-20 de 2015 realizado en Uruguay y en el Campeonato Sudamericano Sub-20 de 2017 disputado en Ecuador.

## Clubes
| Club                        | País  | Año       | Partidos | Goles | Promedio |
| --------------------------- | ----- | --------- | -------- | ----- | -------- |
| Universitario               | Perú  | 2013-2018 | 126      | 8     | 0.06     |
| Shanghai Shenxin            | China | 2019      | 10       | 1     | 0.1      |
| Kunshan F. C.               | China | 2020-2022 | 31       | 3     | 0.1      |
| Universitario               | Perú  | 2023      | -        | -     | -        |
| Alianza Atlético (préstamo) | Perú  | 2024      | 10       | 0     | 0        |
| Total                       | Total | Total     | 177      | 12    | 0.07     |

- Actualizado al último partido disputado el 23 de abril de 2024.

## Palmarés

### Títulos nacionales
| Título                    | Club                      | País | Año    |
| ------------------------- | ------------------------- | ---- | ------ |
| Torneo Apertura           | Universitario de Deportes | Perú | 2016   |
| Primera División del Perú | Universitario de Deportes | Perú | 2013   |
| Torneo de Reservas        | Universitario de Deportes | Perú | 2014-I |
| Torneo Clausura           | Universitario de Deportes | Perú | 2023   |
| Primera División del Perú | Universitario de Deportes | Perú | 2023   |

## Vida privada
El abuelo de Siucho es del pueblo de Dachong, en la ciudad prefectura de Zhongshán, Provincia de Cantón, China. El apellido chino que tuvo durante algunos años lo poseyó al ser transliterado del apellido Xiao. Es cuñado del también futbolista peruano Edison Flores, quien está casado con su hermana Ana Siucho.